# Delimiter

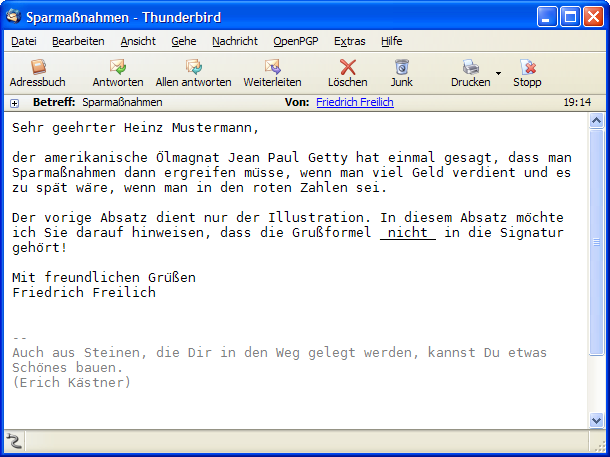
Delimiter nad szarym tekstem sygnaturki

Delimiter – linia oddzielająca treść wiadomości internetowej od sygnaturki.
Delimiter jest tradycyjnie stosowany na grupach dyskusyjnych. Przyjęło się, że linia delimitera musi zawierać wyłącznie trzy znaki „-- ” (minus, minus, spacja), dzięki czemu czytnik grup może automatycznie stosować oddzielne formatowanie wyświetlania sygnaturki i usuwać ją przy odpowiadaniu.
Choć większość czytników od dawna obsługuje przynajmniej automatyczne wstawianie sygnaturek oddzielonych delimiterem, to użycie delimitera w Usenecie zostało formalnie opisane dopiero w 2004 roku w dokumencie (standardzie) RFC 3676 ↓.
W przypadku poczty elektronicznej zaleca się zastosowanie w podobny sposób sygnaturek i delimitera. W najnowszych programach pocztowych jest to już standard (np. w Mozilla Thunderbird), a w przypadku czytników nieudostępniających odpowiednich opcji, wystarczy dopisać wspomnianą wcześniej sekwencję („-- ”) na początku danej sygnaturki.